# Бриско (округ, Техас)
Шаблон:StateAbbr_ 34°32′ пн. ш. 101°13′ зх. д. / 34.53° пн. ш. 101.21° зх. д.
Округ Бриско (англ. Briscoe County) — округ (графство) у штаті Техас, США. Ідентифікатор округу 48045.

## Історія
Округ утворений 1892 року.

## Демографія
За даними перепису 2000 року загальне населення округу становило 1790 осіб, усе сільське. Серед мешканців округу чоловіків було 872, а жінок — 918. В окрузі було 724 домогосподарства, 511 родин, які мешкали в 1006 будинках. Середній розмір родини становив 3,03.
Віковий розподіл населення поданий у таблиці:
| Стать    | До 15 років | 15-21 | 22-29 | 30-39 | 40-49 | 50-65 | 65-85 | Понад 85 |
| -------- | ----------- | ----- | ----- | ----- | ----- | ----- | ----- | -------- |
| Чоловіки | 198         | 83    | 64    | 102   | 123   | 157   | 133   | 12       |
| Жінки    | 198         | 88    | 54    | 111   | 109   | 158   | 172   | 28       |

## Суміжні округи
- Армстронг — північ
- Донлі — північний схід
- Голл — схід
- Мотлі — південний схід
- Флойд — південь
- Свішер — захід

## Виноски
1. ↑  U.S. Decennial Census. United States Census Bureau. Архів оригіналу за 26 квітня 2015. Процитовано 19 квітня 2015.
2. ↑  Texas Almanac: Population History of Counties from 1850–2010 (PDF). Texas Almanac. Архів оригіналу (PDF) за 26 лютого 2015. Процитовано 19 квітня 2015.
3. ↑  State & County QuickFacts. United States Census Bureau. Архів оригіналу за 7 липня 2011. Процитовано 8 грудня 2013. [Архівовано 2011-10-18 у Wayback Machine.](англ.) Наведено за англійською вікіпедією.
4. ↑  American FactFinder. Бюро перепису населення США. Архів оригіналу за 26 лютого 2012. Процитовано 31 січня 2008. [Архівовано 2008-05-21 у Wayback Machine.]

| США | Це незавершена стаття з географії США. Ви можете допомогти проєкту, виправивши або дописавши її. |